# Kunzea pomifera
Espèce
Classification phylogénétique
Kunzea pomifera, appelé en anglais emu apple,, soit « pomme à émeus », est une espèce de plantes à fleurs de la famille des Myrtaceae. C'est une plante rampante de la côte sud de l'Australie
Ses fruits comestibles font un centimètre de diamètre, verts avec une touche de rouge à maturité et une odeur de pomme épicée. De texture croquante, ils peuvent contenir quatre fois plus d'antioxydants que les myrtilles et des cires naturelles qui seraient bonnes pour la peau.

## Culture
Kunzea pomifera est une des premières plantes d'Australie à avoir été introduite en Angleterre, en 1889.

### Palissage
Tandis que les plantes sauvages s'étalent sur le sol, les cultivateurs ont réussi à les faire pousser sur treillage, ce qui facilite la récolte et diminue les coûts de production en réduisant la surface occupée.
L'accrochage est très facile en faisant passer les branches entes les mailles du treillage et en les fixant éventuellement par des attaches.

### Sols
La plante semble préférer les sols bien drainés et légèrement acides ou alcalins (pH 6.0 à 8.0).

### Besoins en eau
Dans la nature, ces buissons poussent dans les zones de 500 à 800 millimètres de précipitations annuelles et pour leur culture il semble qu'il faille éviter les régions trop humides ou les zones trop sèches. Une réduction des apports en eau au début du printemps serait bénéfique pour la floraison et la réduction de la croissance de la plante. Trop d'eau pourrait au contraire atténuer la saveur du fruit.